# 신한공사
신한공사(新韓公社, the New Korea Company)는 1945년 11월 10일에 설립한 미군정의 산하 기관이자 공기업으로, 토지 및 재산을 관리하던 기관이었다. 일제 강점기 때 존재했던 동양척식주식회사의 승계 기관이다. 그러나 정확하게는 구 동양척식회사의 재산 중 38도선 이남의 재산만을 실질적으로 관할하였다. 초기에는 신조선회사라 했다가  1946년 2월 21일 신한공사로 이름을 다시 바꾸었다.
1945년 9월 25일 제정된 "패전국 소속 재산의 동결 및 이전제한의 건"과 1945년 12월 6일 제정된 "조선 
내 일본인 재산의 권리귀속에 관한 건"에 의해 모든 한국 내 일본인 소유재산(적산)은 미군정청 소유가 되었다. 이 때 동양척식주식회사의 소유재산도 몰수했고 동척 회사는 "신조선회사"로 개명했다가 1946년 2월 21일 신한공사로 바꾸었다. 1948년 3월 22일 남조선과도정부에 의해 과도정부 산하 중앙토지행정처로 개편되었다가, 뒤에 대한민국 농림부 특수토지관리국에 흡수되어 사라졌다.

## 개요
1945년 일제의 패망과 함께 그 해 9월 2일 한반도에 미군이 입성하면서 미군정이 시작되었다. 이에 따라 미 군정은 한반도 내에 있는 주요 산업 및 일본인 소유의 토지, 재산 등을 압수하여 미군정청 소유로 이전되었는데, 이를 관리하기 위한 기구가 필요했다. 그래서 미군정은 1945년 11월 10일 일제강점기에 있었던 동척을 일본 정부로부터 인수·인계하여 '신조선회사'로 개명했다가, 1946년 2월 21일 다시 신한공사로 개칭한 것이다. 이후 동양척식주식회사의 소유 농지와 일본인의 소유 농지인 적산은 미군정의 기관인 신한공사로 그 관할이 옮겨지고 신한공사에서 적산의 행정·회계 관리 등을 담당하게 되었다. 그러나 38도선 이북의 재산은 소련 군정에 의해 몰수되어 재산권을 행사할 수 없었다. 신한공사는 구 동양척식회사의 재산 중 38도선 이남의 재산만을 실질적으로 관할하였다.
1945년 9월 25일 미 군정은 "패전국 소속 재산의 동결 및 이전제한의 건"으로 조선 내 일본인의 재산을 모두 압류조치할 때, 동양척식회사의 재산, 토지도 모두 몰수되었다. 이후 인수인계 절차를 거쳐 9월 30일 류이치 이케베(池邊龍一) 동척 사장을 해임하고, 미 군정 재무국 소속 미군 장교들이 관리하였다. 1945년 12월 6일 미 군정은 "조선 내 일본인 재산의 권리귀속에 관한 건"을 제정하여 12월 31일까지 38도선 이남 일본인 재산의 상당수를 압수했다. 이후 이 토지들은 일부 민간인과 기업에 매각하거나, 불하해주었다.
신한공사는 과수원이나 산림 등을 제외한 모든 토지를 관리했는데 이는 남한 전체 경지 면적의 13.4%, 전체 농가 호수의 27%에 이르렀고 신한공사 귀속의 토지 쌀 생산량은 총 생산량의 25%에 달했다. 직원 수는 4천여 명이었으며 각 도에 25~30개의 지소가 운영되었다. 그런데 직원들의 월급은 소작료의 일부를 떼어주는 방식을 택했기에 경찰보다도 더 소작료를 받아내는 데 혈안이 되어 있어 많은 원성을 샀다.
1946년 7월 정환범이 총재로 임명되었다.

## 해체
1948년 5·10 총선을 앞두고 반대 여론이 강하게 일자, 미군정은 대중 지지의 감소를 막기 위해 적극적인 선거 운동에 돌입했다. 북조선에서 이루어진 토지 개혁의 영향에 주목한 미국 국무성은 미 군정에게 토지 개혁을 주문했고 미군정이 이를 수락함으로써 남한에서의 토지 개혁이 진행되었다. 미군정은 당초 토지 개혁을 할 의사가 있었으나 이는 지지 기반인 한국민주당과의 이해 관계가 맞물려 이러지도 저러지도 못하다가 선거를 앞두고 강행하게 된 것이다.
1948년까지 미군정은 일부 신한공사 소유의 원래 일본인 토지를 민간과 기업에 매각하였다. 그러나 나머지 신한공사 소유의 일본인 토지를 먼저 배분하기 위해 1948년 회사 폐지 후부터 농민에게 분할 상환 조건으로 매각한다. 1948년 3월 22일 남한과도정부 법령 173호를 공포하여 신한공사를 '중앙토지행정처'로 개칭하고 귀속 농지를 당시 시세대로 생산물의 3배로 쳐서 매년 2할씩 15년 간 분할 상환하는 조건으로 농민에게 매각하였다.
이후 중앙토지행정처는 대한민국 정부 수립 이후인 1948년 11월 3일 농림부 산하 특수토지관리국에 흡수되어 사라졌다.

## 같이 보기
- 농지개혁법
- 귀속재산처리법
- 동양척식주식회사
- 미 군정기
- 중앙토지행정처(NLA)
- 토지개혁